# Бетљар
Бетљар (слч. Betliar) насељено је мјесто са административним статусом сеоске општине (слч. obec) у округу Рожњава, у Кошичком крају, Словачка Република.

## Становништво
| Година:    | 1994. | 2004.   | 2014.   | 2024.   |
| ---------- | ----- | ------- | ------- | ------- |
| Број људи: | 966   | 979     | 946     | 917     |
| Разлика:   |       | +1,34 % | -3,37 % | -3,06 % |

| Година:    | 2023. | 2024.   |
| ---------- | ----- | ------- |
| Број људи: | 914   | 917     |
| Разлика:   |       | +0,32 % |

Према подацима о броју становника из 2011. године насеље је имало 938 становника.